# 巨人杀手杰克
《巨人殺手傑克》（Jack the Giant Killer）是一個廣為流傳的英國童話，故事描述一位名為傑克的冒險家與巨人對抗的過程，那些流傳在康沃爾、布列塔尼半島以及威爾士一帶民俗傳說中的巨人一個個慘死在智勇雙全的傑克手中，情節充滿暴力及血腥。

## 故事大綱

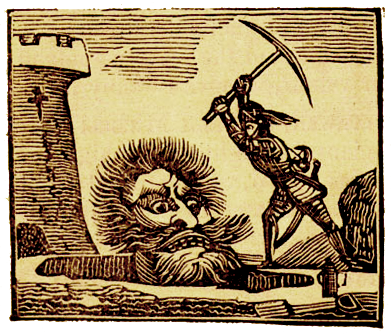
傑克用鶴嘴鋤殺死了考爾莫蘭。

在亞瑟王時期的康沃爾郡住著一位農夫，他有個名為傑克的獨生子，傑克智勇雙全、沒有什麼難得倒他。當時山裡有個叫考爾莫蘭（Cormoran）的巨人，能一把抓起牛生吞，村裡的人聞風喪膽卻又無可奈何。傑克上了山後挖了大坑，再用號角引巨人上當，最後用鶴嘴鋤給摔落坑裡的考爾莫蘭致命一擊。之後、傑克被封為「巨人殺手傑克」便獲得了巨人的財寶、一柄利劍，還得到了一只寫著「消滅巨人考爾莫蘭的殺手傑克所有」的腰帶，以證明他的偉大事蹟。
這個消息傳遍英國西部，也傳到布勒德鮑爾（Blunderbore）的耳中。傑克在前往威爾斯的途中、布勒德鮑爾為了復仇、將傑克擄到自己的城堡，乘隙脫逃的傑克設法用繩子吊死了布勒德鮑爾和他的哥哥，解救了巨人城堡裡的三個美女。之後傑克在山谷裡迷了路，在一個雙頭巨人那裡留宿，並且用計謀騙他切開自己的肚子而死。
傑克結識了亞瑟王的兒子、並成為他的隨從。兩人在一個三頭巨人家過夜，並用計巧取了他的錢財，又騙走了他的寶物：一把魔法劍、一件隱形衣、一雙疾行靴和一頂智慧帽。在旅途中，一名受了魔王控制的女子迷住了王子，傑克用隱形衣和魔法劍暗殺了魔王、以保全王子的性命，之後王子與那位女子結婚，傑克也受封圓桌騎士。

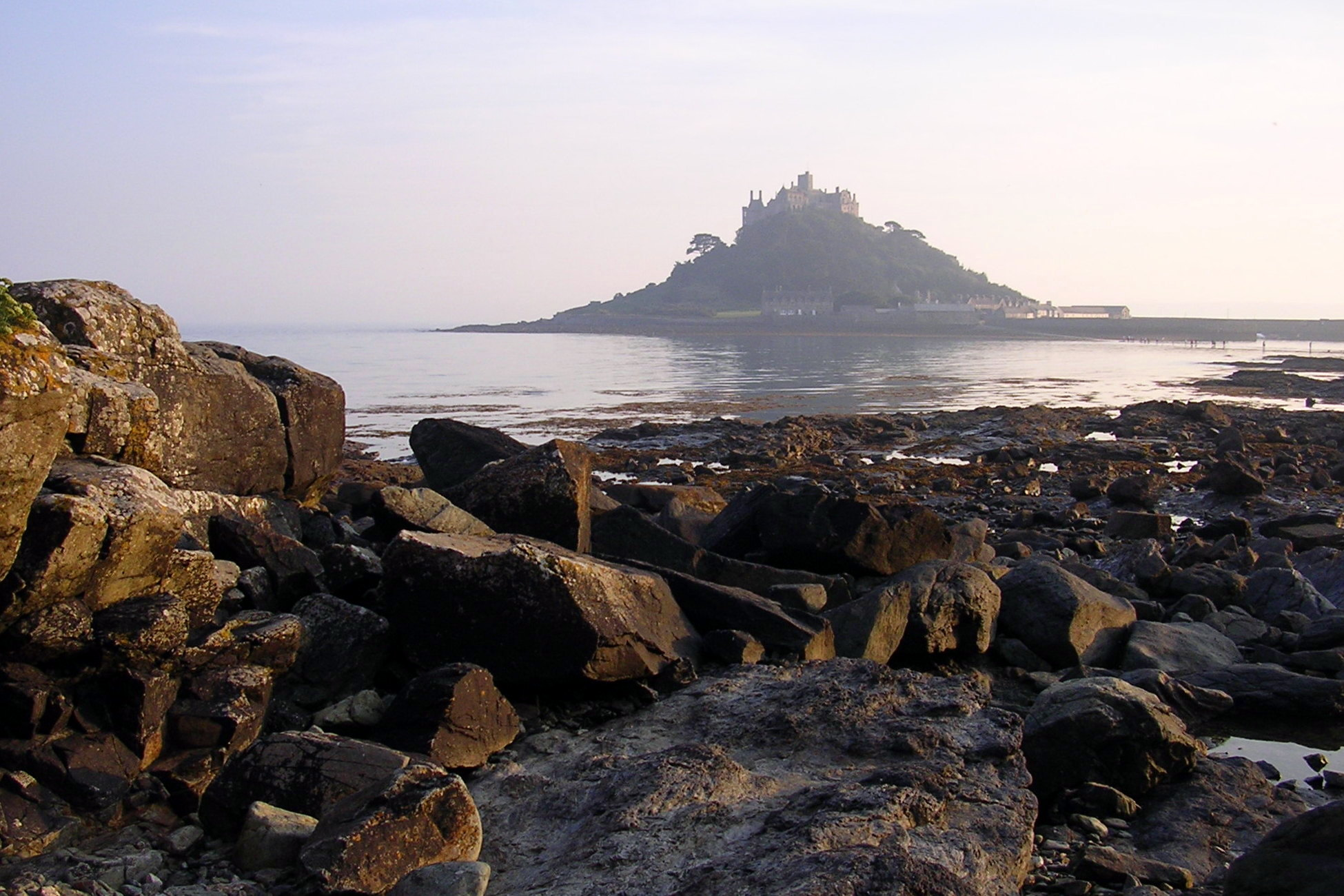
巨人在聖邁克爾山的家。

過了不久、傑克又出外冒險消滅巨人。身穿隱形衣的他偷偷地切下巨人的鼻子、再從背後殺了他。傑克釋放了巨人的俘虜、再把巨人的寶物送給他們。當那些人要開宴會為傑克慶祝的時候，雙頭巨人桑達戴爾（Thunderdell）聽到他的親戚被殺的消息，吆喝著Fee, fau, fum（用於英國童話《傑克與魔豆》的歌謠的第一個句子）而來，但傑克並不害怕，他用計讓巨人摔落護城河，再把他斬首。
在傑克厭倦了為他所辦的慶祝活動後，他又外出冒險。他遇見一位老人，老人指引他前往巨人格里干丘爾（Galigantus）的城堡，巨人透過一位巫師的力量擄走許多騎士和女人、還用巫術把一個公爵的女兒變成白鹿。傑克斬殺了巨人，巫術也因此解除。不過巫師卻馭風而逃。
之後、在亞瑟王的公證之下，傑克和公爵的女兒結婚，兩人在亞瑟王御賜的城堡裡過著幸福快樂的生活。

## 改編作品
- 傑克：巨人戰紀：美國2013年上映奇幻冒險電影。

## 相关
杰克和豌豆